# Parc national de Talassemtane
Le parc national de Talassemtane s'étend sur la dorsale calcaire dans le Rif centro-occidental, au Maroc septentrional, sur une superficie de 58 950 ha.
Territoire le plus original de tout le Maroc, se singularisant par la beauté exceptionnelle de ses paysages et par la biodiversité remarquable qu'il recèle : sommets des montagnes en dômes ou en pics surplombant la ville de Chefchaouen ; cornes des montagnes, falaises majestueuses et gorges profondes et étroites.
Précipitations annuelles : entre 500 mm dans les vallées orientales et plus de 2 000 mm sur les sommets des montagnes; enneigement peu important.

## Patrimoine mondial
Le site du parc naturel a été ajouté à la liste indicative du patrimoine naturel mondial de l'UNESCO, le 12/10/1998, dans la catégorie naturelle.

## Bioclimats
- Subhumide tempéré à basse altitude, humide frais, perhumide froid à très froid sur les hauts reliefs.
- Étages de végétation : thermoméditerranéen, mésoméditerranéen, supraméditerranéen et montagnard méditerranéen.

## Biodiversité

### Flore
Abies maroccana (sapin du Maroc, endémique, constituant la forêt la plus originale), Cedrus atlantica, Quercus spp., Pinus spp., Tetraclinis articulata, Buxus balearica et Olea silvestris.

### Faune
Nombreuses espèces endémiques remarquables et rares : macaque, loutre, lynx.